# Helmut Böhme (Politiker)

Helmut Böhme

Helmut Böhme (* 22. Mai 1902 in Freiberg; † 6. Mai 1945 in Meißen) war ein deutscher Politiker (NSDAP) und SA-Führer.

## Leben und Wirken
Böhme besuchte die Knabenbürgerschule in Freiberg. Anschließend erlernte er den Beruf eines Buchbinders. 1926 legte er die Meisterprüfung ab. Ab 1919 betätigte er sich in verschiedenen völkischen und nationalsozialistischen Organisationen, z. B. im Jungnationalen Bund. 1923 trat er der NSDAP bei und erneut am 19. Juni 1925 der neu gegründeten Partei (Mitgliedsnummer 8.138). Im gleichen Jahr wurde er wegen Teilnahme am Hitlerputsch zu drei Monaten Gefängnis verurteilt.
Von 1923 bis 1929 betätigte sich Böhme in der SA, anschließend in verschiedenen Parteiämtern. Am 1. Oktober 1929 erfolgte seine Berufung zum NSDAP-Kreisleiter seiner Heimatstadt Freiberg. Zwischen 1930 und 1934 war er gleichzeitig dortiger Stadtverordneter. 1933 wurde er in den sächsischen Landtag und am 12. November 1933 als Abgeordneter der NSDAP für den Wahlkreis 28 (Dresden-Bautzen) in den nationalsozialistischen Reichstag gewählt. Er lebte damals in der Frauensteiner Straße 16 in Freiberg.
Im Oktober 1937 wechselte er als NSDAP-Kreisleiter von Freiberg nach Meißen.
1942 erfolgte seine Beförderung zum SA-Standartenführer.
NSDAP-Kreisleiter Helmut Böhme bestimmte am 27. April 1945 den Superintendenten Herbert Böhme zum Tode durch Erschießen oder Hängen, weil er beim Stadtkommandanten und beim Bürgermeister vorgesprochen und um Verzicht auf die Verteidigung der Stadt gegen die nahende Rote Armee gebeten hatte. Der Superintendent wurde verhaftet und am 2. Mai 1945 in das Landgerichtsgefängnis Dresden überführt, wo ihn der rasche Einmarsch der Roten Armee am 6./7. Mai vor einem Gerichtsverfahren und der wahrscheinlichen Hinrichtung bewahrte.
Angesichts der direkt bevorstehenden Einnahme Meißens durch die Rote Armee beging Helmut Böhme in seinen Diensträumen in der Fährmannstraße gegen 9/10 Uhr Suizid.